# 博卡青年竞技俱乐部篮球队
博卡青年竞技俱乐部篮球队，是博卡青年竞技俱乐部的篮球队。该队现在参加阿根廷全国篮球联赛。主场位于路易斯·孔迪体育场。
博卡青年篮球队实力较强，曾3次获得全国篮球联赛冠军（1996–97，2003–04，2006–07赛季），位居全国第2。